# Christoph Kottmeier
Christoph Kottmeier (* 23. April 1952) ist ein deutscher Meteorologe, Polar- und Klimaforscher sowie Hochschullehrer am Karlsruher Institut für Technologie im Ruhestand.
Kottmeier studierte von 1972 bis 1977 Meteorologie an der Leibniz-Universität Hannover und arbeitete dann bis zur Promotion 1983 (mit einer Dissertation über niedrig liegende Strahlströme [low level jets] in der nächtlichen atmosphärischen Grenzschicht) als Projektwissenschaftler. Danach war er Assistent und habilitierte sich 1989, wobei er zwei lange Antarktis-Reisen mit der Polarstern unternahm, auf der Neumayer-Station war und neuartige Messungen zur Grenzschicht durchführte. Ab 1989 war er am Alfred-Wegener-Institut und leitete drei Messprogramme in der Arktis über die Wechselwirkung von Meereis und Atmosphäre, meist mit Flugzeugen, aber auch mittels Bojen zur Untersuchung der Dynamik des Meereises und von Öffnungen im Eis (Polynjen).[2] Er wurde 1989 Hochschuldozent an der Universität Bremen und wechselte 1997 als Professor an das heutige Karlsruher Institut für Technologie (KIT). 
Seine Forschungsthemen in Karlsruhe waren Windsysteme und Grenzschichtvorgänge, v. a. Konvektion über kontinentalen Oberflächen, insbesondere in Europa, dem mittleren Osten und Westafrika, die Entwicklung neuer Messverfahren (KIT-Sonde, Windlidar-Messysteme, Gesamtbeobachtungssystem KITcube) sowie die Anwendung regionaler Klimamodelle (COSMO-CLM) und Mitwirkung bei der Entwicklung der Modellsysteme COSMO-ART und ICON-ART (Ltg. Dr. B. Vogel).
In Karlsruhe war Kottmeier von 2003 bis 2020 Lehrstuhlinhaber und Institutsleiter am Institut für Meteorologie und Klimaforschung, Department Troposphäre (IMK-TRO). Er war von 2007 bis 2010 erster Sprecher des KIT-Zentrums Klima und Umwelt, von 2010 bis 2012 Dekan der KIT-Fakultät für Physik. Er war von 2003 bis 2020 Topic-Sprecher oder Programmsprecher (2007 bis 2011) des Forschungsprogramms Atmosphäre und Klima der Helmholtz-Gemeinschaft Deutscher Forschungszentren. 
2022 erhielt Christoph Kottmeier die Alfred-Wegener-Medaille des Verbandes Deutscher Meteorologischer Gesellschaften (VDMG) für seine Verdienste um die meteorologische Forschung.